# Plessis-Saint-Benoist
Plessis-Saint-Benoist – miejscowość i gmina we Francji, w regionie Île-de-France, w departamencie Essonne.
Według danych na rok 1990 gminę zamieszkiwało 259 osób, a gęstość zaludnienia wynosiła 28 osób/km² (wśród 1287 gmin regionu Île-de-France Plessis-Saint-Benoist plasuje się na 953. miejscu pod względem liczby ludności, natomiast pod względem powierzchni na miejscu 413.).